# توني أوزيبيو
توني أوزيبيو (بالإنجليزية: Tony Eusebio)‏ هو لاعب كرة قاعدة دومينيكاوي، ولد في 27 أبريل 1967 في San José de los Llanos ‏ في جمهورية الدومينيكان.

## وصلات خارجية
- توني أوزيبيو على موقعبيزبول رفرنس.كوم (الدوري الرئيسي) (الإنجليزية)
- توني أوزيبيو على موقعبيزبول رفرنس.كوم (الدوري الثانوي) (الإنجليزية)
- توني أوزيبيو على موقع مشجعي الرسوم البيانية (الإنجليزية)